# Luchtkussenmaaier

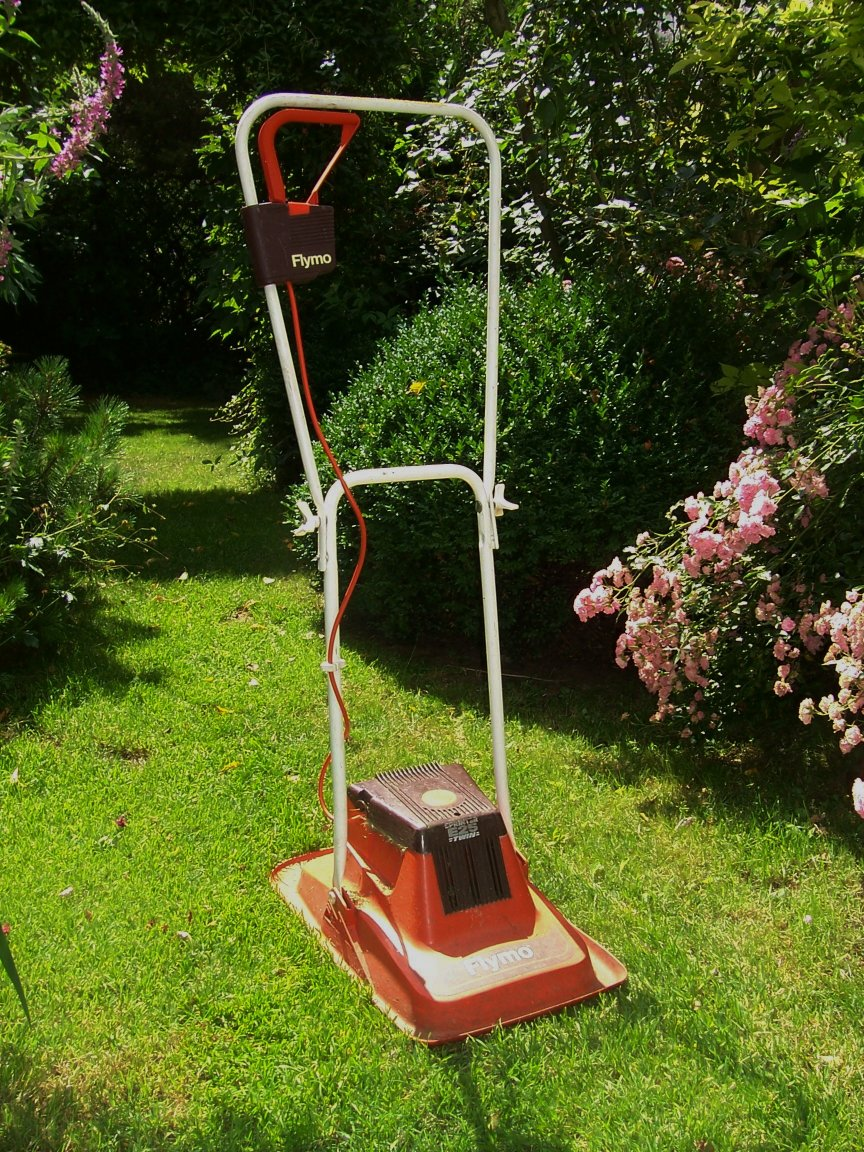
Luchtkussenmaaier

Een luchtkussenmaaier (of: zweefmaaier en: hover mower) is een grasmaaier zonder wielen die gebruik maakt van een luchtkussen om zich over het gras te begeven. Dit luchtkussen wordt, volgens het principe van een hovercraft, opgewekt door de draaiende messen of door een ventilator die zich boven de messen bevindt. Hierdoor komt de maaier iets omhoog. Een luchtkussenmaaier is dus altijd een cirkelmaaier.
Het zweven vergemakkelijkt het maaien van hellende taluds zoals slootkanten. Ook de wendbaarheid van de maaier wordt door het luchtkussen bevorderd. Luchtkussenmaaiers zijn er zowel met een elektromotor als met een benzinemotor.
De zweefmaaier werd uitgevonden in 1964 door Karl Dahlman.